# Herzogskolleg

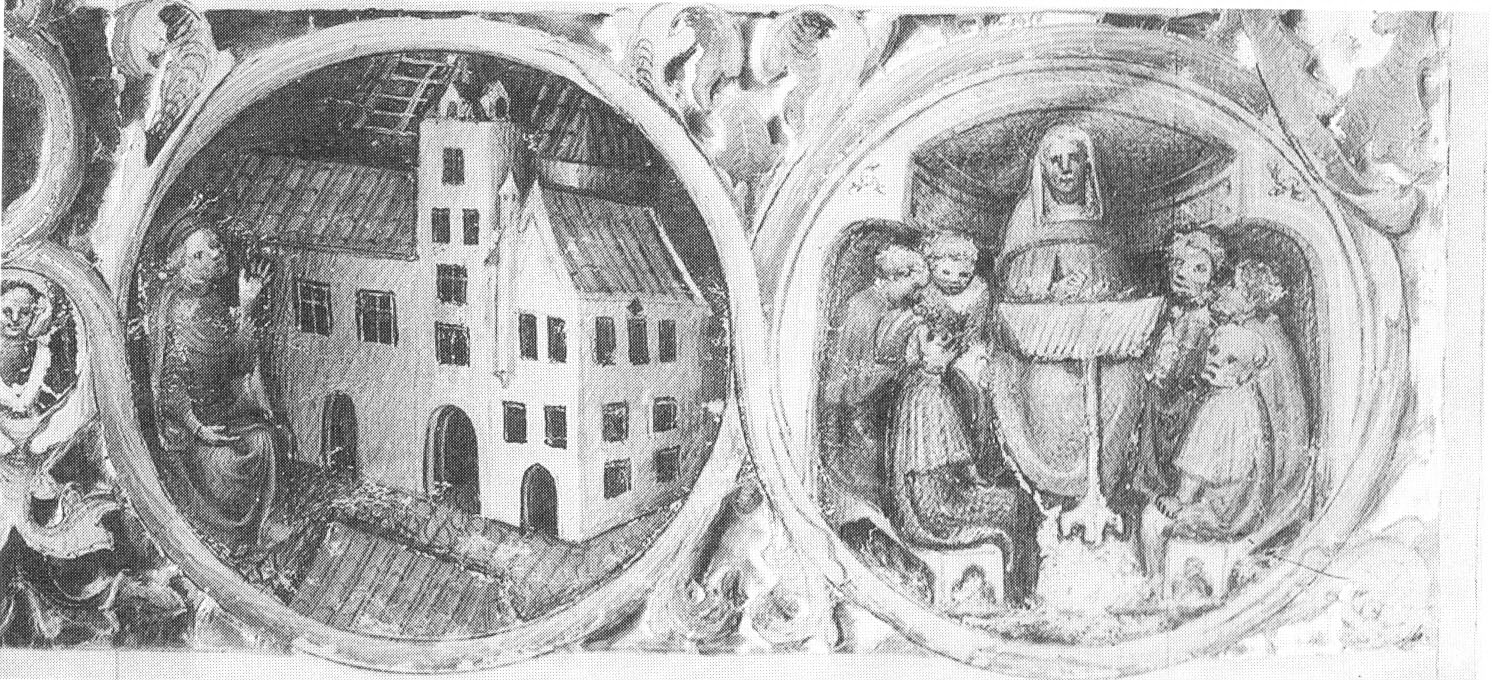
Buchmalerei um 1400. Links: Herzog Albrecht III. übergibt das Herzogskolleg der Universität. Rechts: Eine theologische Vorlesung

Das Herzogskolleg (lateinisch Collegium ducale) war eine 1384 von Herzog Albrecht III. gegründete akademische Einrichtung in Wien, die umgebaut und im Jahr darauf eröffnet wurde. Der Begriff „Herzogskolleg“ bezieht sich sowohl auf das Gebäude als auch auf den damit verbundenen universitären Betrieb. Das Gebäude war ein wichtiger Teil der Universität Wien, zwischen 1625 und 1650 wurde an seiner Stelle die bis heute erhaltene Alte Universität errichtet.

## Universitätsgebäude

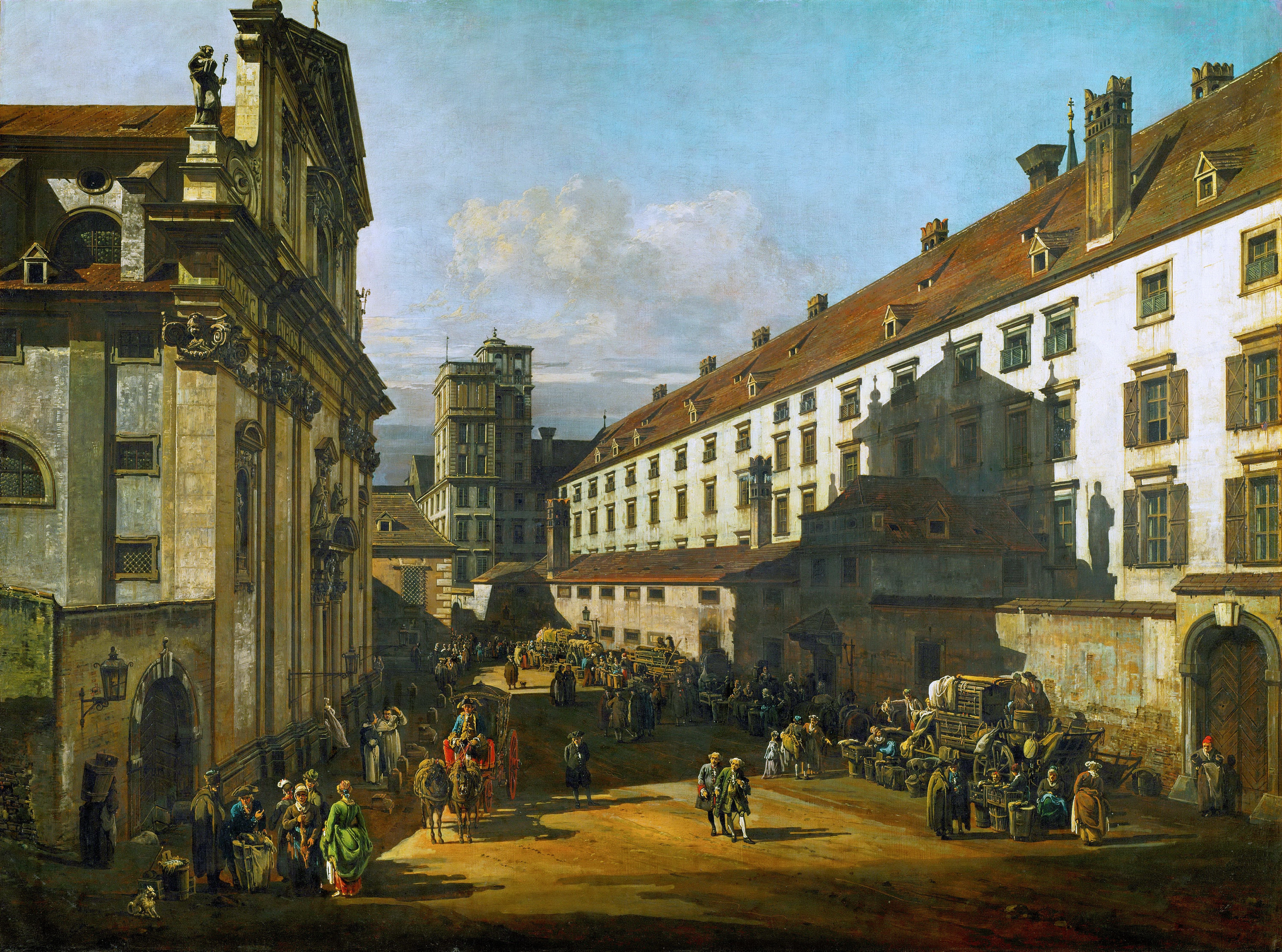
Rechts das Jesuitenkloster (Alte Universität) samt Stöcklgebäude und Sternwarteturm, links die Dominikanerkirche (entlang des alten Dominikanerplatzes, heute Postgasse, gesehen; Bernardo Bellotto vlg. Canaletto, um 1760)

Die Universität Wien wurde 1365 von Herzog Rudolf IV. (mit dem Beinamen „der Stifter“) gegründet. Anfangs fanden die Vorlesungen in der Bürgerschule zu St. Stephan statt. Zu einer wesentlichen Stärkung und Erweiterung kam es 1384: Rudolfs Bruder, Herzog Albrecht III., berief Professoren von der renommierten Pariser Universität, wo das durch konkurrierende Päpste verursachte Schisma zu Parteiungen innerhalb der Professorenschaft geführt hatte. Albrecht erreichte die päpstliche Erlaubnis zur Gründung einer theologischen Fakultät, und er gab der Universität ihren ersten eigenen Gebäudekomplex, das Herzogskolleg. Dieses lag an der heutigen Adresse Postgasse 7-9, gegenüber dem Dominikanerkloster.
Die Gründungsurkunde ist 1384 ausgestellt. Es folgte ein Umbau und schließlich die Eröffnung 1385. Die historische Fachliteratur ist bei der Angabe des Beginns des Herzogskollegs nicht einheitlich, sondern nennt entweder die eine oder die andere Jahreszahl.
Das Herzogskolleg bestand aus drei dreigeschoßigen Häusern mit zwei Höfen und einem Turm, der zur Himmelsbeobachtung verwendet wurde. Im ersten Stock gab es für festliche Universitätsakte eine Aula. Für die Artistenfakultät gab es drei Hörsäle, für die Mediziner und die Theologen je einen Hörsaal.
Eine Miniatur in einer um 1400 angefertigte Abschrift der spätmittelhochdeutschen Übersetzung des lateinischen Werkes Rationale divinorum officiorum von Guilelmus Durandus von Mende stellt das ursprüngliche Herzogskolleg dar (siehe Bild).
Die Universität erhielt in der Folge weitere Gebäude: die Juristenschule (Collegium iuristarum, 1385) sowie das Haus der Ärzte (1419). Wegen des steigenden Raumbedarfs wurde das Herzogskolleg 1423–1425 um einen Neubau erweitert, die Neue Schul (Nova structura in der Bäckerstraße 13). Hier gab es eine Aula, eine Bibliothek, Speisesäle sowie Hörsäle für alle Fakultäten. Um das Herzogskolleg entstanden Studentenhäuser (Bursen). Die zahlreichen universitären Gebäude im Wiener Stubenviertel machten dieses zum „Universitätsviertel“.
An der Stelle des mittelalterlichen Herzogskollegs und mehrerer anderer Häuser entstanden im 17. Jahrhundert frühbarocke, noch erhaltene Gebäude für das Jesuitenkolleg, heute als Alte Universität bezeichnet (Jesuitenkolleg und Universität waren 1551 vereinigt worden, 1773 wurde der Orden aufgehoben).

## Die Lehrer am Herzogskolleg
Im Herzogskolleg wurden nicht nur Vorlesungen gehalten, dort wohnten auch vierzehn unverheiratete, fest besoldete Lehrer, zwei Doktoren der Theologie und zwölf Magister der Artistenfakultät. Diese Magister unterrichteten zwar an der Artistenfakultät, waren aber zugleich Studenten der Theologie. Der Zölibat erinnert an die klerikalen Wurzeln der Universität: Bis 1537 waren die besoldeten Artistenmagister zur Ehelosigkeit verpflichtet, ebenso der Universitäts-Rektor bis 1534.
Ein Prior stand an der Spitze dieser Gemeinschaft. Die Artistenmagister waren keine Fachlektoren; die Themen der Vorlesungen des jeweils kommenden Semesters wurden ihnen im Rahmen der „Bücherverteilung“ zugelost, ebenso wie den anderen Magistern, die durch Hörergelder bezahlt wurden.
Das Herzogskolleg stand in der Tradition der Scholastik. Das 1501 gegründete humanistische Poetenkolleg war eine Konkurrenz dazu.